# Mûrier de Dinoša
Le Mûrier de Dinoša est un mûrier du village de Dinoša, au Monténégro. Il s'agit d'un arbre fontaine, de l'eau jaillit de son tronc pendant les périodes de fortes pluies. On pense que l'eau souterraine se fraye un chemin à travers une cavité dans l'arbre par pression. Le phénomène s'est produit pour la première fois dans les années 1990 et se produit environ une fois par an.

## Présentation

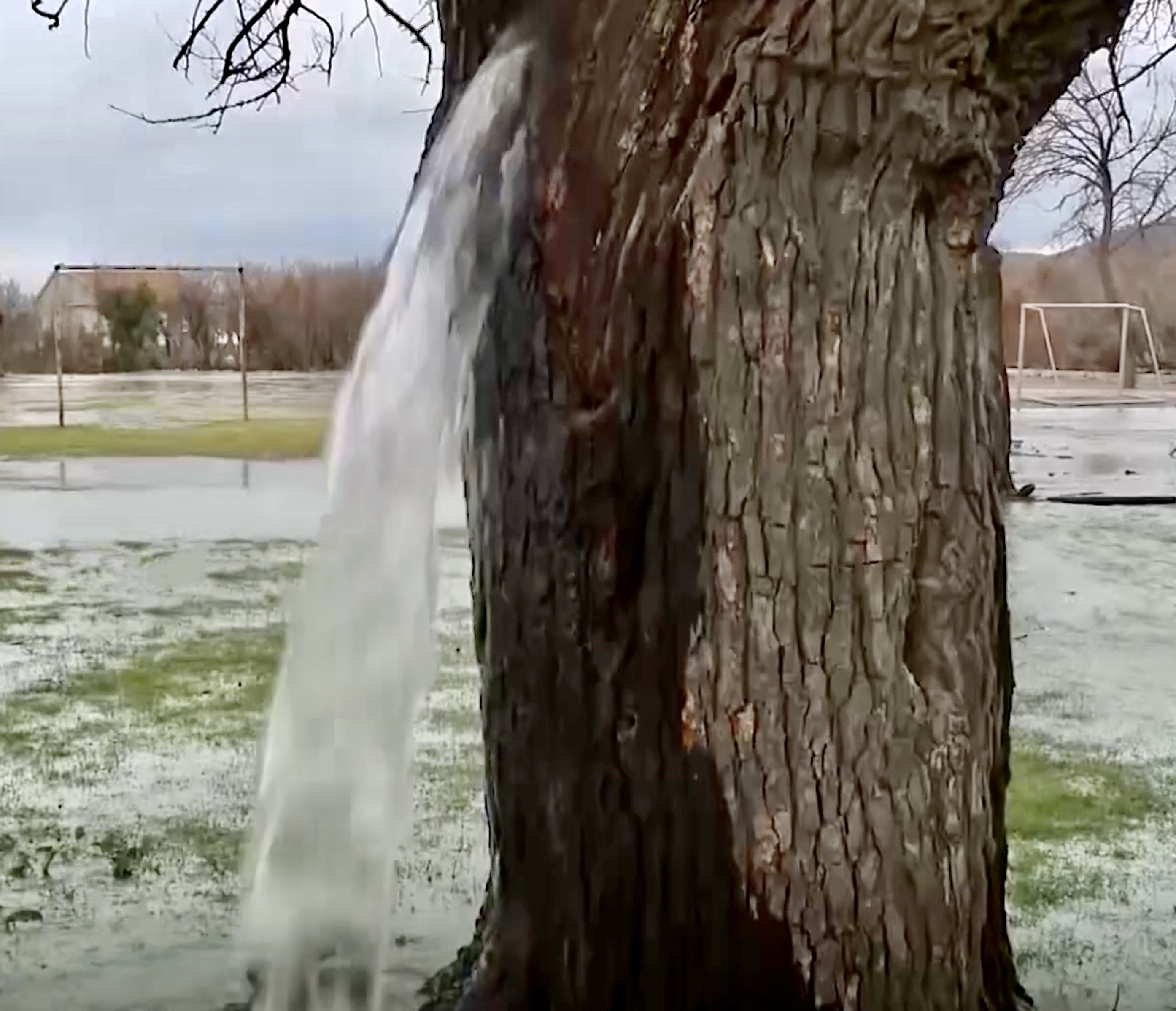
Eau jaillissant du tronc du mûrier

### Histoire
Dinoša est un village du Monténégro, à environ 5 kilomètres à l'est de la capitale Podgorica. Le mûrier serait âgé environ de 100 à 150 ans en 2022. On pense qu'il existe des sources souterraines qui sont submergées d'eau lors de fortes pluies, en particulier au printemps et en automne. Lorsque la pression des eaux souterraines augmente, elle pousse l'eau à travers une partie évidée de l'arbre, se déversant du tronc à une hauteur d'environ 1,5 mètre. On dit que le phénomène se produit une fois par an pendant deux ou trois jours. Les habitants de Dinoša ont observé l'événement depuis les années 1990.

### Explications
Les alentours de Dinoša comptent plusieurs cours d'eau alimentés par la fonte des neiges au printemps, ainsi qu'une source souterraine. Le mûrier est situé au-dessus d'une nappe d'eau souterraine près de la rive d'une rivière. Le phénomène se produit lorsqu'une couche aquifère est mise sous pression, les creux de l'arbre agissent alors tels un puits artésien, comme une soupape de décharge. À la suite de fortes pluies, l'eau s'écoule de l'arbre tandis que la pression des eaux souterraines s'évacue par la cavité du tronc.